# Miyake Kanran

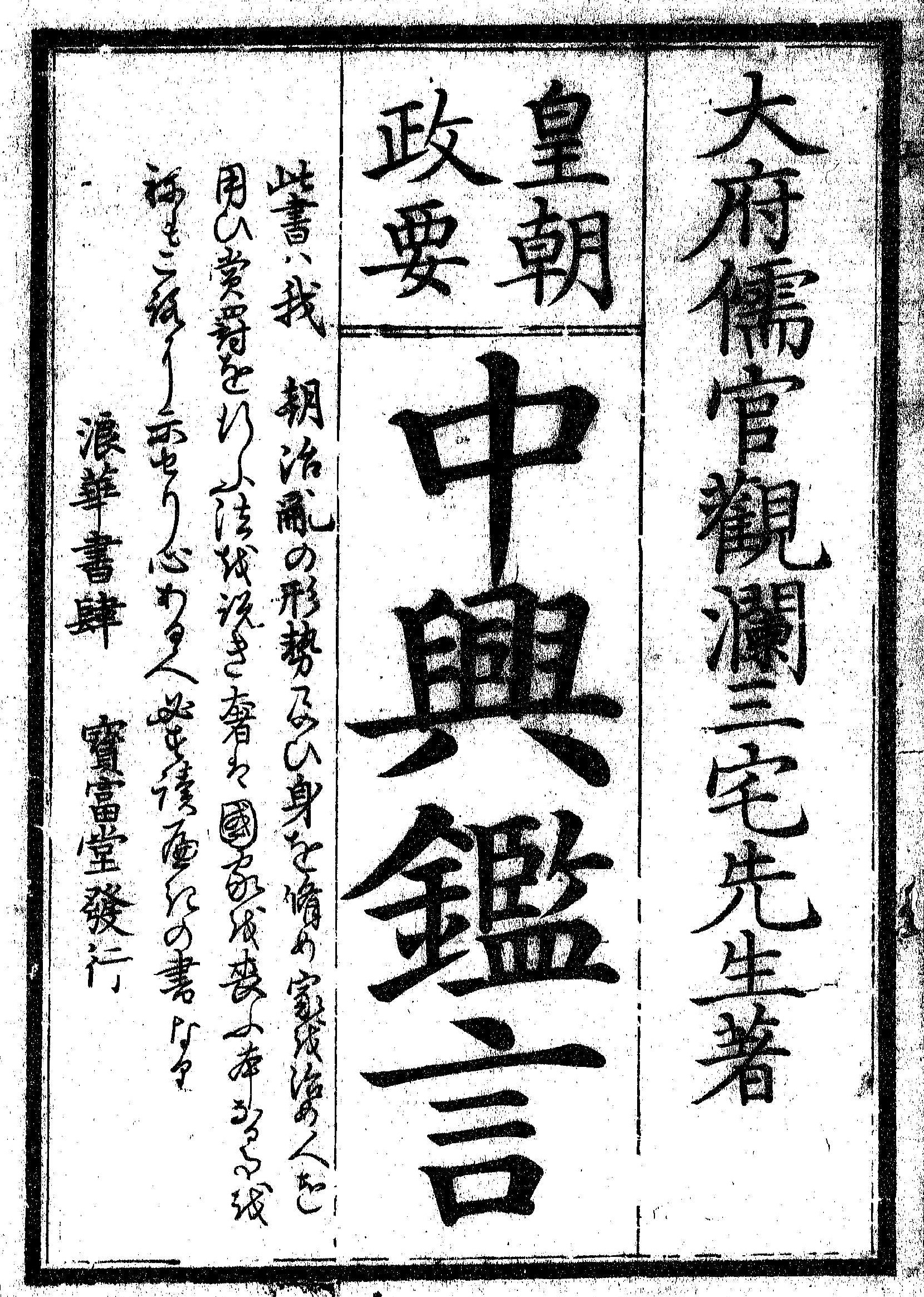
„Chūkō kangen“, Titelblatt

Miyake Kanran (japanisch 三宅 観瀾, eigentlich Miyake Shūmei (三宅 緝明); geboren 1674 in Kyōto; gestorben 15. September 1718) war ein japanischer Konfuzianist.

## Leben und Wirken
Miyake Kanran, Sohn des Konfuzianisten Miyake Dōetsu (三宅 道悦) in Kyōto, studierte zusammen mit seinem älteren Bruder Miyake Sekian (1665–1730) unter Asami Keisai (1662–1712) und Kinoshita Jun’an, die beide der Zhu-Xi-Schule des Neo-Konfuzianismus angehörten.
1698 ging Miyake nach Edo und konnte ab dem folgenden Jahr auf Empfehlung von Kuriyama Sempō (1671–1706) an dem groß angelegten Werk zur japanischen Geschichte, dem „Dainippon-shi“ (大日本史), im Shōkōkan (彰考館) in Mito mitarbeiten. Veranlasst hatte dieses Werk Fürst Tokugawa Mitsukuni, das Oberhaupt des Mito-Zweiges der Tokugawa. Ab 1700 erhielt Miyake ein Gehalt von 200 Koku. 1709 verfasste er die „Shōgun-den shigi“ (将軍伝私議), eine persönlich gefasste, kritische Geschichte der Shōguneder Kamakura- und Muromachi-Zeit. 
1710 wurde Miyake zum Leiter des Shōkōkan befördert, aber schon ein Jahr später konnte Miyake auf Empfehlung des Gelehrten Arai Hakuseki die Stelle des konfuzianischen Beraters des Shogunats antreten. In seinem Werk „Chūkō kangen“ (中興鑑言) untersuchte er die starken und schwachen Seiten der Regierung unter Kaiser Go-Daigo, der im 14. Jahrhundert regierte.